# Вртанес Кертог
Вртанес Кертог (арм. Վրթանես Քերթող; около 550—620) — армянский летописец и богослов.
В 604—607 годах местоблюститель католикосата. Владел греческим языком, был знатоком церковной литературы (Иоанн Златоуст, Евсевий Кесарийский и другие). От литературного наследия Вртанеса Кертога сохранились несколько трудов, а также некоторые письма, адресованные армянскому и грузинскому духовенству. Вртанес Кертог был современником и очевидцем строительства церкви св. Рипсиме, написал краткую историю её строительства.
Главный труд — трактат «Относительно иконоборцев» (др.-арм. Յաղագս պատկերամարտից), направлен против распространившегося в Армении в ту эпоху иконоборчества. Является одним из первых по времени в истории иконоборчества. Этот труд содержит ценные сведения об истории армянской культуры, о существовании в Армении фресок святого Григория Просветителя, св. Рипсимэ, св. Гаянэ и других с ранних времен существования в Армении христианства. Возможно ему принадлежит один из глав сочинения Мовсеса Каганкатваци —  «Послание Давиду, епископу Мец-Колманка».